# Drehbrücke (Grangemouth)
Die Drehbrücke von Grangemouth ist eine Drehbrücke, die ehemals dem internen Straßen- und Schienenverkehr der Hafen- und Dockanlagen in der schottischen Stadt Grangemouth in der Council Area Falkirk diente. Sie wurde von der Caledonian Railway in Auftrag gegeben und im Jahre 1906 eröffnet. Für die Planung zeichnet der Ingenieur D. A. Mathieson verantwortlich. Die Konstruktionsarbeiten führte die Motherwell Bridge & Engineering Co. Ltd. durch. 1994 wurde das Bauwerk in die schottischen Denkmallisten in der Kategorie B aufgenommen. Neben der Victoria Bridge in Leith (heute zu Edinburgh) ist sie die einzige verbleibende Brücke dieser Bauart in Schottland.

## Beschreibung
Die Drehbrücke überspannt die Durchfahrt aus dem Becken der Grangemouth Docks in das Becken des Western Channel. Sie besteht aus einer Stahlkonstruktion, welche die Wasserstraße mit einer Länge von 49 m mit einem Bogen überspannt. Die Fahrbahn für den Automobilverkehr besteht aus eingehängten Holzplanken. Des Weiteren ist ein Schienenstrang verlegt, sodass die Brücke auch für den Eisenbahnverkehr nutzbar ist. Die Drehung der 165 Tonnen schweren Konstruktion erfolgt hydraulisch. Sie wird von einem hölzernen Wärterturm von der Südseite aus überwacht. Dieser ist großflächig verglast und über eine außenliegende Treppe zugänglich.